# Legge delle aree
La legge delle aree è una legge di fluidodinamica valida per flussi quasi-unidimensionali stazionari isentropici, che pone in relazione le aree di due sezioni trasversali di un tubo di flusso ed i numeri di Mach medi sulle medesime sezioni.
Si ricava ricordando l'espressione della portata in massa per un flusso stazionario, dove cioè la variazione nel tempo delle variabili è trascurabile:
{\displaystyle {\dot {m}}=\rho _{1}u_{1}A_{1}=\rho _{2}u_{2}A_{2}}
essendo m la massa (il punto indica la derivazione rispetto al tempo di tale quantità), ρ la densità, u la velocità assiale ed A l'area della sezione (che può essere variabile con x ascissa dell'asse del condotto). I pedici indicano che le quantità appartengono a due diverse sezioni.
È possibile riscrivere la precedente equazione nella forma:
{\displaystyle {\frac {A_{2}}{A_{1}}}={\frac {\rho _{1}u_{1}}{\rho _{2}u_{2}}}}
e dalla definizione di numero di Mach (Ma = u/a, dove a rappresenta la velocità del suono):
{\displaystyle {\frac {A_{2}}{A_{1}}}={\frac {\rho _{1}\,a_{1}\,\mathrm {Ma} _{1}}{\rho _{2}\,a_{2}\,\mathrm {Ma} _{2}}}}
la quale pone già in relazione le sezioni con i numeri di Mach relativi ad esse, ma permangono anche densità e velocità del suono. Ricordando che, grazie al fatto che il flusso è isentropico, le grandezze di ristagno (o totali) restano costanti, cioè:
{\displaystyle \rho _{0}=\rho _{1}\left(1+\delta \mathrm {Ma} _{1}^{2}\right)^{\frac {1}{\gamma -1}}=\rho _{2}\left(1+\delta \mathrm {Ma} _{2}^{2}\right)^{\frac {1}{\gamma -1}}}
{\displaystyle a_{0}=a_{1}\left(1+\delta \mathrm {Ma} _{1}^{2}\right)^{\frac {1}{2}}=a_{2}\left(1+\delta \mathrm {Ma} _{2}^{2}\right)^{\frac {1}{2}}}
dove con δ di è indicato (γ − 1)/2 e con γ il rapporto tra i calori specifici a pressione e a volume costante; si possono ora sostituire alle grandezze statiche, le grandezze totali:
{\displaystyle {\frac {A_{2}}{A_{1}}}={\frac {\mathrm {Ma} _{1}}{\mathrm {Ma} _{2}}}{\frac {\rho _{0}a_{0}}{\left(1+\delta \mathrm {Ma} _{1}^{2}\right)^{\frac {1}{\gamma -1}}\left(1+\delta \mathrm {Ma} _{1}^{2}\right)^{\frac {1}{2}}}}{\frac {\left(1+\delta \mathrm {Ma} _{2}^{2}\right)^{\frac {1}{\gamma -1}}\left(1+\delta \mathrm {Ma} _{2}^{2}\right)^{\frac {1}{2}}}{\rho _{0}a_{0}}}}
ed infine:
{\displaystyle {\frac {A_{2}}{A_{1}}}={\frac {\mathrm {Ma} _{1}}{\mathrm {Ma} _{2}}}\left({\frac {1+\delta \mathrm {Ma} _{2}^{2}}{1+\delta \mathrm {Ma} _{1}^{2}}}\right)^{\frac {\gamma +1}{2\left(\gamma -1\right)}}}
che rappresenta appunto la formulazione matematica della legge delle aree.